# Lauri Vilkko
Lauri Vilkko (n. 13 august 1925, Rautjärvi, Viipuri Province⁠(d), Finlanda – d. 13 octombrie 2017, Tuusula, Finlanda) a fost un sportiv ce a reprezentat Finlanda, medaliat olimpic. A participat la 2 ediții ale Jocurilor Olimpice (1948, 1952) în care a câștigat o medalie de bronz.